# 北白犀
北白犀（學名：Ceratotherium simum cottoni）又称北部白犀牛、北非白犀牛，是白犀的一個亞種。牠們是牧食的，生活在北非洲草原及大草原林地。野外北白犀已经滅絕，而且最後一隻已知的雄性北白犀「蘇丹」於2018年3月19日安樂死，享年45歲；現存的北白犀全球只剩2隻，而且全是雌性，北白犀已宣告功能性滅絕。對此，科學家搜集了北白犀的精子和卵子試圖復育。

## 野生群落
北白犀曾经分佈在烏干達西北部、乍得南部、蘇丹西南部、中非共和國東部及剛果民主共和國東北部。
1970年代及1980年代之間的非法獵殺令其數量由500隻減至15隻。由1990年代至2003年間，其數量回復至32隻。2000年的研究發現牠們的數量在上升，可確定生存的共有30隻，另有6隻可能生存。自2003年中後，非法獵殺再度猖獗，牠們野外的數量急降至5—10隻。在加蘭巴國家公園（Garamba National Park）的5隻北白犀都已經死去，因此该物种已在野外滅絕。
最後在野外生存的北白犀均生存於剛果民主共和國的加蘭巴國家公園。剛果民主共和國政府於2005年1月批准將5隻北白犀由加蘭巴國家公園移送到肯雅，並加強保育加蘭巴，讓這些北白犀有可重回的環境。不過，移送未曾開始，這5隻北白犀就已經死亡。
於2005年8月，地面及空中搜索發現有一隻獨居的雄犀，並包含一隻成年雄犀和兩隻成年雌犀的群落。到了2008年6月，由於沒有再見到牠們的蹤跡，估計牠們已經滅絕。

## 人工饲养群落
现存的北白犀只餘2隻，全部都是人工饲养。兩隻母白犀在肯亞的奧佩傑塔自然保護區。
捷克的德武爾·克拉洛維動物園內有一隻混種的雌白犀「娜比黑」，其母親是北白犀，而父親則是南白犀，于2015年7月27日死亡。
2015年11月22日，全美國唯一一隻的北白犀「諾拉」病逝於加州的聖地牙哥野生動物園。
2018年3月19日，随着北白犀最后一头已知的雄犀「蘇丹」死去，北白犀已宣告功能性滅絕
2024年初，科學家宣布成功讓「北方白犀牛」的近親「南方白犀牛」，培育出全世界第一個試管犀牛胚胎，並成功移植到南方白犀牛的子宮內，預計16~18個月後（2026年），將迎來第一隻或多隻試管犀牛寶寶誕生，避免北白犀絕種危機。